# Międzymorze (organizacja)
Międzymorze – konspiracyjna organizacja młodzieżowa w Tarnowskiem, której początki datuje się na połowę 1947 roku, założona przez Edwarda Barana.

## Historia
E. Baran jako były członek AK nawiązał kontakt z delegatem WiN-u o pseudonimie Lis, który przedstawił mu konieczność podjęcia walki przez młodzież z panującym systemem i zaproponował założenie tajnej organizacji o nazwie „Międzymorze”, jako obszaru między Bałtykiem a Morzem Czarnym, a więc: Polskę, Białoruś, Estonię, Litwę, Łotwę i Ukrainę, czyli teren obejmujący dawne ziemie Rzeczypospolitej Obojga Narodów.
Edward Baran zdołał zwerbować 13 członków, w tym dwie dziewczyny. Do działań młodzieży należało:
- gromadzenie broni oraz nabywanie umiejętności posługiwania się nią,
- szkolenie topograficzne i sanitarne,
- prowadzenie akcji informacyjnej w społeczeństwie za pomocą ulotek ukazujących realia dokonywanych represji,
- ujawnianie osób współpracujących z UB i MO przez podawanie ich nazwisk do publicznej wiadomości w tych właśnie ulotkach.

### Działalność
Pierwsze spotkanie organizacji „Międzymorze” odbyło się w nocy z 9 na 10 marca 1948 roku i rozpoczęte zostało modlitwą. Kiedy członkowie wzajemnie się przedstawili, E. Baran objaśnił wszystkim cel spotkania oraz przedstawił sprawy organizacyjne. Spisał wszystkie dane osobowe oraz nadał pseudonimy każdemu członkowi. W ramach działalności powołano pięć sekcji:
- Grupa wywiadowcza (Jan Turaj, Zdzisław Różycki, Stanisław Kruczek, Roman Mróz) – zdobywanie broni, głównie przez rozbrajanie milicjantów, dlatego konieczne było rozeznanie wyposażenia poszczególnych posterunków MO,
- Grupa łączności (Czesław Knapik, Zdzisław Różycki, Jan Turaj, Roman Mróz) – utrzymywanie kontaktu między dowódcą a członkami,
- Grupa wypadowa (Edward Baran, Stanisław Leśniak, Franciszek Solarz, Jan Turaj, Franciszek Jędrzejczyk, Stefan Kargól, Stanisław Kruczek),
- Grupa gospodarcza (Jan Iwaniec, Stanisław Kruczek) – prowadzenie ewidencji członków i rzeczy stanowiących własność organizacji,
- Grupa sanitarna (Helena Dziadzio, Ewa Rygiel) – udzielanie pomocy w razie potrzeby, komplementowanie apteczek.

Ważną formą aktywności była propaganda. Członkowie informowali społeczeństwo o antypolskiej działalności komunistycznego rządu kolportując ulotki, które sami przepisywali na maszynach, a następnie rozwieszali.
W nocy z 24 na 25 marca 1948 roku część grupy wypadowej wdarła się na teren gospodarstw Wojciecha Filara oraz Franciszka Salomona w Karwodrzy, u których miała znajdować się broń. Okazało się jednak, że w żadnym z tych miejsc broni nie było. W związku z tym członkowie rozeszli się do domów, natomiast wystraszeni gospodarze zgłosili sprawę na posterunek MO.

### Likwidacja
7 kwietnia 1948 roku wszyscy członkowie „Międzymorza” zostali aresztowani w swoich mieszkaniach lub w drodze do szkoły. Do drzwi mieszkania Ewy Rygiel nieoczekiwanie zapukał Roman Mróz, prosząc ją o bryka do historii. Za nim weszli funkcjonariusze UB. Po weryfikacji tożsamości, aresztowali ją i wyprowadzili z domu. Wydarzenie to miało miejsce tuż przed małą maturą.
WUPB w Krakowie wysłał „Meldunek Specjalny” 17 kwietnia 1948 roku do Ministerstwa Bezpieczeństwa Publicznego w Warszawie z informacją, iż w Tarnowie zlikwidowano nielegalną organizację:

W wyniku realizacji aresztowano 13 osób, 2-ch zostało zwolnionych – 1 zwerbowany, 2-gi liczący 14 lat posiadał słaby kontakt z organizacją. Znaleziono 4 KBK, jeden pistolet oraz amunicję.

W piśmie podano dane osobowe jedenastu aresztowanych oraz przekazana była informacja, iż nie udało się ująć jednego z członków organizacji – Franciszka Solarza. Natomiast „Skowronka” PUBP postanowiono „wyłączyć ze sprawy”. Jak pisze Czesław Knapik, w więzieniu dowiedział się, że otrzymał on za wydanie każdego z nich po 3000 zł.

#### Śledztwo
Szefem PUBP w tym czasie był Stanisław Strzałka, któremu zależało tylko na tym, aby członkowie organizacji przyznali się do przynależności w jej strukturach, ponieważ wszelkie informacje o niej posiadał wcześniej od „Skowronka”.
Edward Baran opisuje sposoby, jakimi posługiwali się funkcjonariusze UB, w celu uzyskania informacji, jak na przykład bicie kablami po całym ciele. Jedną z metod było też wywożenie nocą do lasu pod Górę Świętego Marcina, gdzie rozbierano go do naga i stawiano pod krzyżem pomordowanych Polaków. Oprawcy przystawiali mu do głowy pistolet i grozili, próbując w ten sposób wymusić zeznania.
Ewa Rygiel wspomina, jak podczas jednego z przesłuchań po uderzeniu gumową pałką w skroń wypadły jej zęby. Po utracie przytomności polewano ją zimną wodą i znowu wymuszano składanie zeznań. Nieraz po takich przesłuchaniach niemożliwe było zdjęcie koszuli, która przylegała do jej ran.

(...) bito mnie do nieprzytomności, najczęściej przywiązując do stołu i bijąc w pięty. Łamano mi też palce w drzwiach, drwiąc przy tym, że uczą mnie śpiewać. Tortury odbywały się przeważnie nocą.

Wzięto mnie na przesłuchanie. Idąc na górę zobaczyłam przerażający widok. Pies wilczur ciągnął po schodach starca; mężczyzna był zmasakrowany, a oprawcy śmiali się i mówili: powiedz gdzie twój syn, to cię puścimy. Śledczy otworzył drzwi i kazał mi wejść do pokoju. (...) Było to pomieszczenie gdzie torturowano ludzi. (...) Na jednej ze ścian zobaczyłam trzech młodych ludzi; wisieli na ścianie jak Pan Jezus z łotrami. Na środku jeden mężczyzna, a po bokach dwóch innych, z tym że nogi mieli rozciągnięte na górze, a głowy mieli na dole. Słychać było ich nieludzkie wycie.

#### Wyrok
Wojskowego Sądu Rejonowego w Krakowie na sesji wyjazdowej w Tarnowie dnia 15 V 1948 roku:
1. Edward Baran – 15 lat więzienia
2. Stanisław Leśniak – 12 lat więzienia
3. Stanisław Kruczek – 10 lat więzienia
4. Jan Turaj – 10 lat więzienia
5. Franciszek Jędrzejczyk – 8 lat więzienia
6. Zdzisław Różycki – 7 lat więzienia
7. Czesław Knapik – 6 lat więzienia
8. Stefan Kargól – 6 lat więzienia
9. Helena Dziadzio – 5 lat więzienia
10. Ewa Rygiel – 5 lat więzienia[3]

Wyrok Wojskowego Sądu Rejonowego w Krakowie z dnia 18 X 1948 roku:
Jan Iwaniec – 2 lata więzienia

Podczas odrębnie odbytej rozprawy, sąd wyjaśnia, iż oskarżony: 

Nie złożył żadnych wyjaśnień odnośnie zarzucanych mu czynów i winy, podając, że jest chory umysłowo i nic nie pamięta. (...) Sąd zastosował w stosunku do oskarżonego nadzwyczajne złagodzenie kary.

Wyrok Wojskowego Sądu Rejonowego w Krakowie na sesji wyjazdowej w Tarnowie dnia 18 IX 1953 roku:
Franciszek Solarz – 4-krotna kara śmierci, 2-krotne dożywocie, 274 lata więzienia.

#### Kara
Franciszek Solarz został aresztowany w 1952 r. w Rożnowicach. W 1954 roku wykonano wyrok śmierci przy ul. Montelupich w Krakowie. Jego ciało wywieziono na Cmentarz Rakowicki. Rodzina nie została poinformowana o miejscu i czasie pochówku. Oprócz osób współpracujących lub ukrywających Franciszka Solarza, aresztowano również jego krewnych zamieszkujących sąsiednie miejscowości „za pomoc zbrojnemu podziemiu”.
Pozostali członkowie „Międzymorza”, nim zostali zwolnieni, przeszli przez ciężkie więzienia i obozy pracy:
1. Edward Baran – Tarnów, Wronki i Płock; zwolniony z więzienia 19 grudnia 1955 roku
2. Helena Dziadzio – Tarnów, Montelupich, Fordon; zwolniona 5 października 1951 roku
3. Jan Iwaniec – Tarnów, Montelupich; zwolniony 2 czerwca 1949 roku
4. Franciszek Jędrzejczyk – Tarnów, Wronki, kamieniołom w Bielawie, Kopalnia Andaluzja w Brzezinach; zwolniony 18 kwietnia 1954 roku
5. Stefan Kargól – Tarnów, Wronki, Potulice, kamieniołom w Bielawie, Kopalnia Knurów; zwolniony 15 lipca 1953 roku
6. Czesław Knapik – Tarnów, Wronki, Świdnica, Ośrodek Pracy w Rusku; zwolniony 15 maja 1951 roku
7. Stanisław Kruczek – Tarnów, Montelupich; zwolniony 5 kwietnia 1955 roku
8. Stanisław Leśniak – Tarnów, Wronki, Jaworzno; zwolniony 10 marca 1954 roku
9. Zdzisław Różycki – Tarnów, Wronki, Jaworzno; zwolniony 15 maja 1952 roku
10. Ewa Rygiel – Tarnów, Montelupich, Fordon; zwolniona 5 grudnia 1950 roku
11. Jan Turaj – Tarnów, Wronki, Sieradz; zwolniony 20 października 1953 roku[1]

## Członkowie
1. Edward Baran ps. „Karpacki” – ur. 12 VI 1928 r. w Karwodrzy, uczeń Liceum Mechanicznego w Dębicy, członek ZHP.
2. Helena Dziadzio ps. „Zakrzewska” – ur. 6 VI 1929 r. w Pleśnej, uczennica Gimnazjum Krawieckiego i kursu maszynopisania w Tarnowie.
3. Jan Iwaniec ps. „Szpak” – ur. 19 VII 1924 r. w Karwodrzy, rolnik, członek „Wici”.
4. Franciszek Jędrzejczyk ps. „Wilczur” – ur. 20 I 1929 r. w Bukowej, uczeń Gimnazjum mechanicznego w Dębicy, członek PCK.
5. Stefan Kargól ps. „Tygrys” – ur. 15 X 1929 r. w Wojkowicach, uczeń Gimnazjum Mechanicznego w Dębicy, członek ZHP i PCK.
6. Czesław Knapik ps. „Struś” – ur. 5 VII 1930 r. w Rychwałdzie uczeń Gimnazjum Handlowego, członek Kółka Różańcowego, Sodalicji Mariańskiej, „Wici” i PCK.
7. Stanisław Kruczek ps. „Szczygieł” – ur. 10 V 1928 r. w Trzemesnej, rolnik, właściciel mieszkania, w którym odbywały się zebrania.
8. Stanisław Leśniak ps. „Sokół” – ur. 6 X 1929 r. w Janowicach, uczeń Gimnazjum Mechanicznego w Tarnowie, zastępca dowódcy.
9. Roman Mróz ps. „Skowronek” – ur. 22 VII 1933 r. w Tarnowie, uczeń Gimnazjum Handlowego
10. Zdzisław Różycki ps. „Wyżeł” – ur. 8 III 1930 r. w Chojniku, uczeń Gimnazjum Mechanicznego w Tarnowie, członek ZHP i PCK.
11. Ewa Rygiel ps. „Dobromyślna” – ur. 28 VII 1929 w Faściszowej, uczennica Gimnazjum Ogólnokształcącego im. Królowej Jadwigi w Tarnowie, członek ZHP.
12. Franciszek Solarz ps. „Puszczyk” – ur. 25 I 1928 r. w Karwodrzy, uczeń Gimnazjum Mechanicznego w Tarnowie.
13. Jan Turaj ps. „Puchacz” – ur. 25 XI 1928 r. w Ryglicach, uczeń Gimnazjum Mechanicznego w Tarnowie, członek ZHP i Sodalicji Mariańskiej[6].